# Ugoda (województwo wielkopolskie)
Ugoda – wieś w Polsce położona w województwie wielkopolskim, w powiecie rawickim, w gminie Rawicz.
| SIMC    | Nazwa   | Rodzaj    |
| ------- | ------- | --------- |
| 0375964 | Olendry | część wsi |

Wieś zamieszkuje grupa etnograficzna Hazaków.
W okresie Wielkiego Księstwa Poznańskiego (1815-1848) miejscowość wzmiankowana jako Ugoda należała do wsi większych w ówczesnym pruskim powiecie Kröben (krobskim) w rejencji poznańskiej. Ugoda należała do okręgu sarnowskiego tego powiatu i stanowiła część majątku Ostrobudki, którego właścicielem był wówczas (1846) Rogaliński. Według spisu urzędowego z 1837 roku Ugoda liczyła 173 mieszkańców, którzy zamieszkiwali 25 dymów (domostw).
W latach 1975–1998 miejscowość należała administracyjnie do województwa leszczyńskiego.